# Montgaudry

Montgaudry este o comună în departamentul Orne, Franța. În 1 ianuarie 2022 avea o populație de 99 de locuitori.